# Rali Ceredigion 2024
El Rali Ceredigion 2024, oficialmente 4. JDS Machinery Rali Ceredigion, fue la cuarta edición y la séptima ronda de la temporada 2024 del Campeonato de Europa de Rally. Se celebró del 30 de agosto al 1 de septiembre y contó con un itinerario de catorce tramos sobre asfalto que sumaban un total de 183,02 km cronometrados.
El ganador incontrastable de la prueba fue el neozelandés Hayden Paddon quien en una verdadera demostración de fuerza se impuso por casi dos minutos de ventaja a su próximo perseguidor el italiano Andrea Mabellini. Paddon ganó once de la catorce etapas cronometradas en su camino a la victoria, segunda en este evento tras la conseguida en 2022. Mabellini por su parte consiguió la segunda posición tras llegar a la última especial en la cuarta posición y al conseguir la tercera posición en el Power Stage supero a Mathieu Franceschi y Mikołaj Marczyk quienes se ubicaban en la segunda y tercera posición respectivamente. Franceschi en un rallye en el que no se sintió cómodo durante el fin de semana logró un tercer puesto que lleva la lucha por el título hasta la última fecha en Polonia.
En las categorías inferiores, el polaco Jakub Matulka consiguió su primera victoria en el ERC3, la segunda posición fue para otro polaco, Michał Chorbiński, mientras que Filip Kohn ocupó la última plaza del podio y sumó los puntos suficientes para consagrarse en la categoría. En el ERC4 y el ERC Junior, el local Max McRae logró su segunda victoria de la temporada en ambas categorías, mientras que el sueco Mille Johansson con el segundo puesto conseguido se consagró campeón de ambas categorías, el último escalón del podio fue conquistado por el alemán Timo Schulz.

## Lista de inscritos
| Num.                     | Piloto                   | Copiloto            | Automóvil              | Equipo                           |
| ------------------------ | ------------------------ | ------------------- | ---------------------- | -------------------------------- |
| 1                        | Hayden Paddon            | John Kennard        | Hyundai i20 N Rally2   | BRC Racing Team                  |
| 2                        | Mathieu Franceschi       | Andy Malfoy         | Škoda Fabia RS Rally2  | Mathieu Franceschi               |
| 3                        | Mikołaj Marczyk          | Szymon Gospodarczyk | Škoda Fabia RS Rally2  | Mikołaj Marczyk                  |
| 4                        | Andrea Mabellini         | Virginia Lenzi      | Škoda Fabia RS Rally2  | Team MRF Tyres                   |
| 5                        | Jon Armstrong            | Eoin Treacy         | Ford Fiesta Rally2     | Jon Armstrong                    |
| 6                        | William Creighton        | Liam Regan          | Ford Fiesta Rally2     | RedGrey Team                     |
| 7                        | Osian Pryce              | Rhodri Evans        | Ford Fiesta Rally2     | Osian Pryce                      |
| 8                        | Chris Ingram             | Alexander Kihurani  | Toyota GR Yaris Rally2 | Chris Ingram                     |
| 9                        | Keith Cronin             | Mikie Galvin        | Ford Fiesta Rally2     | Eurosol Racing Team Hungary      |
| 10                       | Matt Edwards             | David Moynihan      | Ford Fiesta Rally2     | Matt Edwards                     |
| 11                       | Callum Devine            | Noel O'Sullivan Jr  | Škoda Fabia RS Rally2  | Callum Devine                    |
| 12                       | Meirion Evans            | Jonathan Jackson    | Toyota GR Yaris Rally2 | Meirion Evans                    |
| 14                       | James Williams           | Ross Whittock       | Hyundai i20 N Rally2   | James Williams                   |
| 15                       | Garry Pearson            | Daniel Barritt      | Ford Fiesta Rally2     | RedGrey Team                     |
| 16                       | Philip Allen             | Dale Furniss        | Škoda Fabia RS Rally2  | Philip Allen                     |
| 17                       | Alberto de Thurn y Taxis | Frank Christian     | Škoda Fabia RS Rally2  | Alberto de Thurn y Taxis         |
| 18                       | Simone Tempestini        | Sergiu Itu          | Volkswagen Polo GTI R5 | Team MRF Tyres                   |
| 19                       | Filip Kohn               | Tom Woodburn        | Ford Fiesta Rally3     | Filip Kohn                       |
| 20                       | Michał Chorbiński        | Michał Marczewski   | Ford Fiesta Rally3     | Grupa PGS RT                     |
| 21                       | Aleksandar Tomov         | Dimitar Spasov      | Renault Clio Rally3    | Aleksandar Tomov                 |
| 22                       | Jakub Matulka            | Daniel Dymurski     | Ford Fiesta Rally3     | M-Sport Poland                   |
| 23                       | Eamonn Kelly             | Rory Kennedy        | Ford Fiesta Rally3     | Eamonn Kelly                     |
| 24                       | Mille Johansson          | Johan Grönvall      | Opel Corsa Rally4      | IK Sport Racing                  |
| 25                       | Calle Carlberg           | Jørgen Eriksen      | Opel Corsa Rally4      | ADAC Opel Rallye Junior Team     |
| 26                       | Max McRae                | Cameron Fair        | Peugeot 208 Rally4     | TRT Rally Team                   |
| 27                       | Daniel Polášek           | Zdeněk Omelka       | Peugeot 208 Rally4     | Daniel Polášek                   |
| 28                       | Timo Schulz              | Michael Wenzel      | Opel Corsa Rally4      | ADAC Opel Rallye Junior Team     |
| 29                       | Aoife Raftery            | Hannah McKillop     | Peugeot 208 Rally4     | Motorsport Ireland Rally Academy |
| 30                       | Davide Pesavento         | Flavio Zanella      | Peugeot 208 Rally4     | Davide Pesavento                 |
| 31                       | Jack Brennan             | John McGrath        | Peugeot 208 Rally4     | Motorsport Ireland Rally Academy |
| 32                       | Kyle McBride             | Darragh Mullen      | Peugeot 208 Rally4     | Motorsport Ireland Rally Academy |
| 33                       | Ioan Lloyd               | Sion Williams       | Peugeot 208 Rally4     | Ioan Lloyd                       |
| Fuente: ewrc-results.com |                          |                     |                        |                                  |

## Itinerario
| Día                     | Tramo | Nombre                                          | Distancia | Ganador de la etapa            | Automóvil                                  | Tiempo  | Líder de la general |
| ----------------------- | ----- | ----------------------------------------------- | --------- | ------------------------------ | ------------------------------------------ | ------- | ------------------- |
| Día 1 (30 de agosto)    | -     | Cwmerfyn (Shakedown)                            | 4.15 km   | Jon Armstrong                  | Ford Fiesta Rally2                         | 2:29.2  | -                   |
| Día 1 (30 de agosto)    | SS1   | LAS Recycling & Cambrian Training Aberystwyth 1 | 1.34 km   | Hayden Paddon                  | Hyundai i20 N Rally2                       | 1:19.8  | Hayden Paddon       |
| Día 1 (30 de agosto)    | SS2   | LAS Recycling & Cambrian Training Aberystwyth 2 | 1.34 km   | Hayden Paddon                  | Hyundai i20 N Rally2                       | 1:18.2  | Hayden Paddon       |
| Día 2 (31 de agosto)    | SS3   | ETT Trailers Brechfa 1                          | 19.75 km  | James Williams                 | Hyundai i20 N Rally2                       | 10:18.8 | Hayden Paddon       |
| Día 2 (31 de agosto)    | SS4   | Signature Systems Llyn Brianne 1                | 26.55 km  | Hayden Paddon                  | Hyundai i20 N Rally2                       | 13:29.6 | Hayden Paddon       |
| Día 2 (31 de agosto)    | SS5   | Caws Cenarth Nant y Moch 1                      | 14.52 km  | Hayden Paddon                  | Hyundai i20 N Rally2                       | 7:27.5  | Hayden Paddon       |
| Día 2 (31 de agosto)    | SS6   | ETT Trailers Brechfa 2                          | 19.75 km  | Hayden Paddon                  | Hyundai i20 N Rally2                       | 10:04.2 | Hayden Paddon       |
| Día 2 (31 de agosto)    | SS7   | Signature Systems Llyn Brianne 2                | 26.55 km  | Hayden Paddon                  | Hyundai i20 N Rally2                       | 13:22.6 | Hayden Paddon       |
| Día 2 (31 de agosto)    | SS8   | Caws Cenarth Nant y Moch 2                      | 14.52 km  | Hayden Paddon                  | Hyundai i20 N Rally2                       | 7:25.5  | Hayden Paddon       |
| Día 2 (31 de agosto)    | SS9   | LAS Recycling & Get Jerky Aberystwyth 3         | 1.34 km   | Hayden Paddon                  | Hyundai i20 N Rally2                       | 1:18.1  | Hayden Paddon       |
| Día 2 (31 de agosto)    | SS10  | LAS Recycling & Get Jerky Aberystwyth 4         | 1.34 km   | Hayden Paddon                  | Hyundai i20 N Rally2                       | 1:17.6  | Hayden Paddon       |
| Día 3 (1 de septiembre) | SS11  | DC Autos Bethania 1                             | 10.74 km  | Hayden Paddon Andrea Mabellini | Hyundai i20 N Rally2 Škoda Fabia RS Rally2 | 5:46.6  | Hayden Paddon       |
| Día 3 (1 de septiembre) | SS12  | Spencer Quantum Hafod 1                         | 17.27 km  | Jon Armstrong                  | Ford Fiesta Rally2                         | 9:34.5  | Hayden Paddon       |
| Día 3 (1 de septiembre) | SS13  | DC Autos Bethania 2                             | 10.74 km  | Callum Black                   | Ford Fiesta Rally2                         | 6:15.1  | Hayden Paddon       |
| Día 3 (1 de septiembre) | SS14  | Spencer Quantum Hafod 2 (Power Stage)           | 17.27 km  | Hayden Paddon                  | Hyundai i20 N Rally2                       | 9:48.4  | Hayden Paddon       |
| Fuente:ewrc-results.com |       |                                                 |           |                                |                                            |         |                     |

### Power stage
El power stage fue un tramo de 17,27 km. Se otorgaron puntos adicionales a los cinco más rápidos.
| Pos. | Piloto             | Copiloto           | Tiempo  | Diferencia | Puntos |
| ---- | ------------------ | ------------------ | ------- | ---------- | ------ |
| 1    | Hayden Paddon      | John Kennard       | 9:48.4  | 0.0        | 5      |
| 2    | Jon Armstrong      | Eoin Treacy        | 9:52.5  | +4.1       | 4      |
| 3    | Andrea Mabellini   | Virginia Lenzi     | 9:56.1  | +7.7       | 3      |
| 4    | Callum Devine      | Noel O'Sullivan Jr | 9:59.8  | +11.4      | 2      |
| 5    | Mathieu Franceschi | Andy Malfoy        | 10:00.3 | +11.9      | 1      |

## Clasificación final
| Pos.                     | Piloto             | Copiloto            | Automóvil              | Tiempo    | Diferencia | Puntos  |
| General                  | General            | General             | General                | General   | General    | General |
| ------------------------ | ------------------ | ------------------- | ---------------------- | --------- | ---------- | ------- |
| 1.                       | Hayden Paddon      | John Kennard        | Hyundai i20 N Rally2   | 1:38:59.0 | 0.0        | 30+5    |
| 2.                       | Andrea Mabellini   | Virginia Lenzi      | Škoda Fabia RS Rally2  | 1:40:46.3 | +1:47.3    | 24+3    |
| 3.                       | Mathieu Franceschi | Andy Malfoy         | Škoda Fabia RS Rally2  | 1:40:49.8 | +1:50.8    | 21+1    |
| 4.                       | Mikołaj Marczyk    | Szymon Gospodarczyk | Škoda Fabia RS Rally2  | 1:40:53.5 | +1:54.5    | 19      |
| 5.                       | Callum Devine      | Noel O'Sullivan Jr  | Škoda Fabia RS Rally2  | 1:41:09.8 | +2:10.8    | 17+2    |
| 6.                       | Jon Armstrong      | Eoin Treacy         | Ford Fiesta Rally2     | 1:41:17.4 | +2:18.4    | 15+4    |
| 7.                       | Osian Pryce        | Rhodri Evans        | Ford Fiesta Rally2     | 1:41:31.9 | +2:32.9    | 13      |
| 8.                       | Matt Edwards       | David Moynihan      | Ford Fiesta Rally2     | 1:41:39.2 | +2:40.2    | 11      |
| 9.                       | Meirion Evans      | Jonathan Jackson    | Toyota GR Yaris Rally2 | 1:42:08.1 | +3:09.1    | 9       |
| 10.                      | Callum Black       | Jack Morton         | Ford Fiesta Rally2     | 1:43:57.8 | +4:58.8    | -       |
| 11.                      | Jakub Matulka      | Daniel Dymurski     | Ford Fiesta Rally3     | 1:47:27.5 | +8:28.5    | 7       |
| 12.                      | Max McRae          | Cameron Fair        | Peugeot 208 Rally4     | 1:47:28.3 | +8:29.3    | 5       |
| 13.                      | Neil Roskell       | Robert Fagg         | Ford Fiesta Rally2     | 1:47:53.6 | +8:54.6    | -       |
| 14.                      | Mille Johansson    | Johan Grönvall      | Opel Corsa Rally4      | 1:48:14.7 | +9:15.7    | 4       |
| 15.                      | William Creighton  | Liam Regan          | Ford Fiesta Rally2     | 1:48:19.8 | +9:20.8    | 3       |
| 16.                      | Michał Chorbiński  | Michał Marczewski   | Ford Fiesta Rally3     | 1:48:53.2 | +9:54.2    | 2       |
| 17.                      | Filip Kohn         | Tom Woodburn        | Ford Fiesta Rally3     | 1:48:56.2 | +9:57.2    | 1       |
| ERC3                     |                    |                     |                        |           |            |         |
| 1.                       | Jakub Matulka      | Daniel Dymurski     | Ford Fiesta Rally3     | 1:47:27.5 | 0.0        | 30      |
| 2.                       | Michał Chorbiński  | Michał Marczewski   | Ford Fiesta Rally3     | 1:48:53.2 | +1:25.7    | 24      |
| 3.                       | Filip Kohn         | Tom Woodburn        | Ford Fiesta Rally3     | 1:48:56.2 | +1:28.7    | 21      |
| ERC4                     |                    |                     |                        |           |            |         |
| 1.                       | Max McRae          | Cameron Fair        | Peugeot 208 Rally4     | 1:47:28.3 | 0.0        | 30      |
| 2.                       | Mille Johansson    | Johan Grönvall      | Opel Corsa Rally4      | 1:48:14.7 | +46.4      | 24      |
| 3.                       | Timo Schulz        | Michael Wenzel      | Opel Corsa Rally4      | 1:49:05.1 | +1:36.8    | 21      |
| 4.                       | Davide Pesavento   | Flavio Zanella      | Peugeot 208 Rally4     | 1:49:42.6 | +2:14.3    | 19      |
| 5.                       | Ioan Lloyd         | Sion Williams       | Peugeot 208 Rally4     | 1:49:48.3 | +2:20.0    | 17      |
| 6.                       | Calle Carlberg     | Jørgen Eriksen      | Opel Corsa Rally4      | 1:49:53.4 | +2:25.1    | 15      |
| 7.                       | Daniel Polášek     | Zdeněk Omelka       | Peugeot 208 Rally4     | 1:51:46.3 | +4:18.0    | 13      |
| 8.                       | Aoife Raftery      | Hannah McKillop     | Peugeot 208 Rally4     | 1:53:04.1 | +5:35.8    | 11      |
| 9.                       | Kyle McBride       | Darragh Mullen      | Peugeot 208 Rally4     | 1:55:02.4 | +7:34.1    | 9       |
| ERC Junior               |                    |                     |                        |           |            |         |
| 1.                       | Max McRae          | Cameron Fair        | Peugeot 208 Rally4     | 1:47:28.3 | 0.0        | 30      |
| 2.                       | Mille Johansson    | Johan Grönvall      | Opel Corsa Rally4      | 1:48:14.7 | +46.4      | 24      |
| 3.                       | Timo Schulz        | Michael Wenzel      | Opel Corsa Rally4      | 1:49:05.1 | +1:36.8    | 21      |
| 4.                       | Davide Pesavento   | Flavio Zanella      | Peugeot 208 Rally4     | 1:49:42.6 | +2:14.3    | 19      |
| 5.                       | Calle Carlberg     | Jørgen Eriksen      | Opel Corsa Rally4      | 1:49:53.4 | +2:25.1    | 17      |
| 6.                       | Daniel Polášek     | Zdeněk Omelka       | Peugeot 208 Rally4     | 1:51:46.3 | +4:18.0    | 15      |
| 7.                       | Aoife Raftery      | Hannah McKillop     | Peugeot 208 Rally4     | 1:53:04.1 | +5:35.8    | 13      |
| Fuente: ewrc-results.com |                    |                     |                        |           |            |         |